# Ахмед Абдель Самад
Ахмед Абдель Самад (араб. احمد عبد الصمد; 15 вересня 1972) — єгипетський боксер.

## Спортивна кар'єра
1999 року Ахмед Абдель Самад завоював золоту медаль на Африканських іграх. Здобув три перемоги, у тому числі у фіналі переміг Майкла Макак (Маврикій).
На Олімпійських іграх 2000 програв у першому бою Рустаму Саїдову.